# Nanhu
Il monte Nanhu (cinese tradizionale: 南湖大山) è una delle più alte montagne di Taiwan, con un'elevazione di 3.740 m, pari a 12.270 piedi.